# Ludwig Elkuch
Ludwig Elkuch (* 19. September 1851 in Schellenberg; † 25. November 1919 ebenda) war ein liechtensteinischer Politiker. Er war Gemeindevorsteher von Schellenberg und Abgeordneter im Landtag des Fürstentums Liechtenstein.

## Biografie
Ludwig Elkuch wurde 1851 als Sohn von Joseph Elkuch geboren. Von 1894 bis 1909 war er Gemeindevorsteher von Schellenberg. Von 1902 bis 1910 war er Abgeordneter im Landtag des Fürstentums Liechtenstein.
Elkuch heiratete Maria Brendle. Aus der Ehe gingen sechs Kinder hervor, zwei Söhne und vier Töchter. Sein Sohn Philipp Elkuch wurde später ebenfalls Gemeindevorsteher von Schellenberg und Abgeordneter im Landtag des Fürstentums Liechtenstein. Sein Enkel Edgar Elkuch wiederum war in dritter Generation Gemeindevorsteher von Schellenberg.